# Micaela de Luján
Micaela de Luján (¿1570?-¿1614?) fue una actriz española, amante de Lope de Vega, inmortalizada con el nombre poético y anagramático de Camila Lucinda o Luscinda, y madre de la poetisa sor Marcela de San Félix.

## Biografía
Su lugar de nacimiento ha ido modificándose sin llegar a confirmarse; se han barajado los lugares de Espinosa de los Monteros, Membrilla y el Viso del Marqués, si bien en otras fuentes figura nacida en Madrid.
Sí parece confirmarse que era comedianta en el corral del Mesón de la Fruta, en Toledo; y se supone que se retiró de la escena a petición de Lope de Vega al entablar relaciones con él en 1598, aunque ya se conocían desde 1595. Cuando se conocieron Micaela estaba casada con el actor Diego Díaz de Castro, que en 1596 se fue al Perú, donde queda noticia de que murió en 1603; en un documento que aseguraba la distribución de su herencia a Micaela, aparecen poco pudorosamente Lope de Vega y como testigo Mateo Alemán. Lope le dio el nombre poético de Lucinda o Luscinda.
Micaela que ya tenía cuatro hijos de este comediante (Agustina, Dionisia, Jacinta y Juan), tendría luego otros cinco hijos con Lope: Ángela, Mariana, Félix, Marcela, la hija predilecta del poeta, nacida en 1605 en Toledo; y Lope Félix de Vega Carpio, llamado "Lope el Mozo", nacido en 1607, en Madrid, y reconocido como hijo de Lope y Micaela en la partida de bautismo.
Ya amante del dramaturgo, Micaela de Luján residió primero en Toledo, luego en Sevilla (donde Lope pasó temporadas entre 1602 y 1604). Más tarde volvió a Toledo y por último vivió en Madrid, en la casa que Lope alquiló en 1607 para su familia ilegítima, en la calle Fúcar. 
Hasta 1610, fecha de su asentamiento definitivo en Madrid, el Fénix se dividió entre el hogar de su amante en la capital de España y Toledo, donde tenía casa con su esposa legítima Juana de Guardo (con Juana residió en Madrid hasta 1604 y en Toledo de 1604 a 1610, en que regresaron a Madrid).
A partir de 1608 se enfriaron las relaciones con Micaela y tras el nacimiento de "Lopito" (Lope el Mozo), nada más se sabe de ella. Debió ser una mujer hermosa, rubia, de tez muy blanca y "de ojos zarcos o azules", según la describe el propio Lope. Y Lope en sus obras asegura que cantaba muy bien. 
Señala Américo Castro además que personajes con el nombre de Lucinda y caracterizados como serrana se reiteran junto a Belardo, que representa a Lope, en las comedias de esos años, por ejemplo Las pobrezas de Reinaldos, Los tres diamantes, Angélica en el Catay, Lucinda perseguida, La piedad ejecutada, La ocasión perdida, El cuerdo loco, La corona merecida, El secretario de sí mismo, El gran Duque de Moscovia y El hombre de bien. Además, Lope tenía la costumbre de anteponer las siglas del nombre de su amante al suyo al firmar sus comedias, ML en este caso, y como la última vez que aparecen estas siglas es el 18 de abril de 1608, en la comedia La batalla del honor, esa debe ser la fecha última antes de la separación. Asimismo, en gran número de obras no dramáticas de ese lapso aparecen alusiones a Lucinda / Micaela de Luján.

### Los hijos
Dos de los hijos de Micaela, Marcela y Lope Félix, alcanzaron edad adulta. Al fallecer Juana de Guardo en 1613 Lope llevó a su casa a Marcela (con ocho años) y a Lope Félix, los dos hijos más pequeños de Micaela de Luján. Marcela permaneció con su padre hasta 1622, en que entró en el vecino Convento de las Trinitarias Descalzas, donde sobrevivió al Fénix de los Ingenios treinta y tres años, ganando fama de gran escritora. Por su parte, Lope Félix –que anduvo encerrado en los Desamparados por su talante díscolo– tras haber probado suerte en la poesía participando en el certamen que se realizó con motivo de la beatificación de san Isidro en 1620, cambió las letras por las armas y en 1621 siguió al marqués de Santa Cruz, hijo del ilustre Álvaro de Bazán bajo cuyas banderas había sido soldado Lope de Vega en su incursión en las islas Azores. Queda noticia de que Lope Félix intervino heroicamente en varias acciones contra holandeses y turcos, pero, fascinado por la riqueza, abandonó las armas y se embarcó en una expedición a la isla Margarita, en la costa de Venezuela, famosa en aquel tiempo por su pesquería de perlas. El barco naufragó y el hijo de Lope se ahogó. Su padre, ya anciano, le dedicó una sentida elegía.